# Bonnie McKee (EP)
Bonnie McKee è l'EP di debutto della cantante Bonnie McKee, pubblicato il 3 dicembre 2003 dall'etichetta discografica Reprise Records. L'EP contiene quattro tracce, tra cui il singolo Somebody.

## Tracce
1. Trouble - 4:03 (Bonnie McKee & Adam Niall Breslin)
2. January- 4:07 (Bonnie McKee & David Paton)
3. When It All Comes Down - 4:05 (Bonnie McKee)
4. Somebody - 4:07 (Bonnie McKee, Robert Orrall & Al Anderson)